# Bogdan Gadomski
Bogdan Gadomski (ur. 6 czerwca 1935 w Warszawie) – polski historyk zajmujący się dziejami polskiego ruchu robotniczego. Laureat Nagrody Historycznej im. Kazimierza Moczarskiego (2010).

## Życiorys
W 1959 ukończył studia historyczne na Uniwersytecie Warszawskim. W latach 1977–1987 był kierownikiem Pracowni Historycznej Politechniki Warszawskiej. Następnie pracował w Muzeum Historii Polskiego Ruchu Rewolucyjnego w Warszawie. Był sekretarzem redakcji Kwartalnika Historii Ruchu Zawodowego. Członek redakcji Słownika biograficznego działaczy polskiego ruchu robotniczego i autor haseł w tym słowniku. Autor haseł w Polskim Słowniku Biograficznym. W 2010 został laureatem Nagrody Historycznej im. Kazimierza Moczarskiego za książkę Biografia agenta. Największy agent policji politycznej II RP. Józef-Josek Mützenmacher (1903–1947).

## Wybrane publikacje
- (red., oprac. i wstęp) Budowali i walczyli. Wspomnienia działaczy klasowego ruchu zawodowego robotników budowlanych, Warszawa: Wydawnictwo Związkowe CRZZ 1970.
- (oprac.) Stanisław Sławiński, Od Borów Tucholskich do Kampinosu , Warszawa: Ludowa Spółdzielnia Wydawnicza 1973.
- (red., wstęp i biografie) Tramwajarze warszawscy wczoraj i dziś (wspomnienia i listę strat oprac. Leonard Dubacki), Warszawa: Państwowe Wydawnictwo Naukowe 1982.
- Biografia agenta: Józef-Josek Mützenmacher (1903-1947), Warszawa: Wydawnictwo Tedson 2009[4].